# Locomotive elettriche unificate della Deutsche Bundesbahn
Le locomotive elettriche unificate (in tedesco Einheitselektrolokomotive) erano una serie di gruppi di locomotive elettriche che la Deutsche Bundesbahn mise in servizio negli anni cinquanta e sessanta, nell'ambito del programma di elettrificazione delle linee principali.
Le locomotive unificate condividevano molte parti costruttive, a vantaggio dell'economia di costruzione e di esercizio.
Si trattava di quattro gruppi:
- le E 10, per il servizio passeggeri veloce
- le E 40, per il servizio merci e passeggeri
- le E 41, per il servizio passeggeri locale
- le E 50, per il servizio merci pesante